# Amaro dell'Etna
L'Amaro dell'Etna è un amaro italiano prodotto per la prima volta nel 1901. La sua produzione avviene nello stabilimento di Augusta, nel libero consorzio comunale di Siracusa in Sicilia.

## Storia
Amaro dell’Etna nasce nel 1901 in Sicilia, con una miscela di erbe e piante aromatiche.

## Caratteristiche
Infuso di erbe, frutti, radici e fiori con prevalenti note di arance amare e liquirizia, ha 29 gradi alcoolici.

## Mixology
Viene usato anche come amaricante per dei cocktail.